# Saison 1 de The Cleaner
Chronologie
Saison 2
Cet article présente le guide des épisodes de la première saison de la série télévisée The Cleaner.

## Épisodes

### Épisode 1:Le Pacte
- États-Unis : 15 juillet 2008 sur A&E
- France :
- 8 décembre 2010 sur Série Club
- 31 mai 2012 sur M6

### Épisode 2:Mauvaise Vague
- États-Unis : 22 juillet 2008 sur A&E
- France :
- 8 décembre 2010 sur Série Club
- 31 mai 2012 sur M6

### Épisode 3:Des voisins presque parfaits
- États-Unis : 29 juillet 2008 sur A&E
- France :
- 15 décembre 2010 sur Série Club
- 7 juin 2012 sur M6

### Épisode 4:Échecs et Maths
- États-Unis : 5 août 2008 sur A&E
- France :
- 15 décembre 2010 sur Série Club
- 7 juin 2012 sur M6

### Épisode 5:L'As du métal
- États-Unis : 19 août 2008 sur A&E
- France :
- 22 décembre 2010 sur Série Club
- 14 juin 2012 sur M6

### Épisode 6:Personnel et Professionnel
- États-Unis : 26 août 2008 sur A&E
- France :
- 22 décembre 2010 sur Série Club
- 21 juin 2012 sur M6

### Épisode 7:Portrait de famille
- États-Unis : 2 septembre 2008 sur A&E
- France :
- 29 décembre 2010 sur Série Club
- 28 juin 2012 sur M6

### Épisode 8:L'Âme et la Monture
- États-Unis : 9 septembre 2008 sur A&E
- France :
- 29 décembre 2010 sur Série Club
- 5 juillet 2012 sur M6

### Épisode 9:La Mort bleue
- États-Unis : 16 septembre 2008 sur A&E
- France :
- 12 janvier 2011 sur Série Club
- 12 juillet 2012 sur M6

### Épisode 10:Rebecca
- États-Unis : 23 septembre 2008 sur A&E
- France :
- 12 janvier 2011 sur Série Club
- 19 juillet 2012 sur M6

- Rooney Mara (Rebecca Smith)

### Épisode 11:La Cité des anges
- États-Unis : 30 septembre 2008 sur A&E
- France :
- 19 janvier 2011 sur Série Club
- 25 juillet 2012 sur M6

### Épisode 12:Quatre Petits Mots
- États-Unis : 7 octobre 2008 sur A&E
- France :
- * 19 janvier 2011 sur Série Club
- * 1er août 2012 sur M6

### Épisode 13:Sur la corde raide
- États-Unis : 14 octobre 2008 sur A&E
- France :
- * 26 janvier 2011 sur Série Club
- * 8 août 2012 sur M6